# Aracnofobia (película)
Aracnofobia (título original: Arachnophobia) es una película estadounidense de suspenso de 1990 dirigida por Frank Marshall, protagonizada por Jeff Daniels, Harley Jane Kozak, John Goodman y Julian Sands y producida por Kathleen Kennedy y Steven Spielberg.

## Sinopsis
Una peligrosa especie de araña que proviene de una selva exótica de Venezuela es transportada por accidente hasta una pequeña localidad de los Estados Unidos e instala su nido en el granero de una familia recién llegada. El arácnido se reproduce rápidamente y comienza a atacar a los habitantes de la zona causándoles la muerte. El Dr. Ross Jennings, el dueño del granero, empieza a investigar y tendrá que hacerle frente a la invasión de estos arácnidos a pesar de que sufre de aracnofobia.

## Argumento
En un tepuy venezolano, el entomólogo británico James Atherton captura dos miembros de una agresiva especie de araña de origen prehistórico recién descubierta. Las arañas carecen de órganos sexuales, lo que indica que son trabajadoras o soldados, existiendo así como una colmena (atípica de las arañas). Un macho fértil de la misma especie muerde al fotógrafo de naturaleza estadounidense postrado en cama Jerry Manley, quien sufre una convulsión grave por el veneno y muere. El científico envía el cuerpo de Manley de regreso a su ciudad natal de Canaima, California, sin saber que la araña se ha metido en el ataúd.
El cuerpo desecado de Manley llega a la morgue del funerario Irv Kendall. La araña se escapa del ataúd, es recogida por un cuervo y muerde al pájaro. El cuervo cae muerto frente al granero de Ross Jennings, un médico de familia que se mudó de San Francisco para hacerse cargo del consultorio del médico municipal jubilado. Ross y su hijo sufren de aracnofobia.
Le faltan pacientes después de que Sam Metcalf, el anciano médico de la ciudad, duda sobre jubilarse. La araña venezolana se aparea con una araña doméstica en el granero de los Jennings. La araña doméstica produce cientos de crías zánganos e infértiles con la mordedura letal de su padre, y abandonan el nido después de consumirla.
La primera paciente de Ross, Margaret Hollins, muere después de ser mordida por una de las nuevas arañas, y duda del diagnóstico de Metcalf de un ataque cardíaco. Otro arácnido mata al jugador de fútbol americano de la escuela secundaria Todd Miller justo después de que Ross realizara un chequeo de rutina del equipo, lo que le valió el apodo de "Dr. Muerte". La siguiente víctima es el propio Metcalf, que es mordido y muere delante de su esposa.
Con Metcalf muerto, Ross se convierte en el médico del pueblo de Canaima. Sabiendo que Metcalf fue mordido por una araña y se detectó un ápice de una toxina desconocida en su cuerpo, sospecha que la ciudad puede estar infestada de arácnidos mortales.
Ross llama a Atherton y le pide que le ayude en su investigación. El entomólogo escéptico envía a Chris Collins, su asistente. Ross y el forense del condado Milt Briggs ordenan que se exhumen a Margaret y Miller. Realizan autopsias y Chris confirma la sospecha de Ross después de identificar marcas de mordeduras. Ross y Chris atrapan dos de las arañas (una había muerto por causa natural) en la casa de Metcalf al día siguiente. Cuando Chris menciona la nueva especie descubierta por Atherton, Ross se da cuenta de que las arañas asesinas del pueblo y el descubrimiento de Atherton están relacionados.
Atherton se une a Ross, Chris, Milt, el sheriff Lloyd Parsons y el exterminador Delbert McClintock en Canaima, y descubren que las arañas tienen una vida corta debido a su cruce. Atherton les dice que las arañas son soldados enviados para eliminar amenazas potenciales para la araña macho que lidera la colonia, a la que llama "el general". El se entera de que el general produjo una reina y se cruzó con ella para producir un segundo nido (custodiado por la reina) que podría producir descendencia fértil, culminando en la siguiente etapa de evolución de la especie y su dispersión mundial.
Ross, Chris y Delbert descubren que hay un nido en el granero de Ross. Cuando destruye el nido, Delbert encuentra a Atherton muerto y, al intentar atrapar al general, toca un hilo de la red y es mordido por la araña macho que luego escapó. Chris saca a la familia Jennings de su casa infestada, pero Ross cae del suelo a su bodega: el segundo nido de arañas, custodiado tanto por la reina como por el general.
Después de electrocutar a la reina, Ross lucha contra el general mientras intenta quemar el segundo saco de huevos (superando su miedo a las arañas concentrándose en su necesidad de detenerlas). Atrapado por los escombros caídos mientras el general se prepara para morderlo, Ross permanece perfectamente quieto hasta que el general está en posición y luego arroja la araña al fuego. A pesar de estar gravemente quemado, el general salta del fuego justo cuando el saco de huevos eclosiona. Ross dispara al general con una pistola de clavos, enviando la araña en llamas al saco de huevos y destruyendo el nido. Delbert rescata a Ross: con el general, la reina y los nidos destruidos y los soldados muriendo, la amenaza de las arañas ha terminado. Al decidir que extrañaban su antigua vida, la familia Jennings regresa a San Francisco. Celebrando su regreso sano y salvo a casa, se produce un terremoto.

## Reparto
- Jeff Daniels como el Dr. Ross Jennings
- Harley Jane Kozak como Molly Jennings
- John Goodman como Delbert McClintock
- Julian Sands como Dr. James Atherton
- Stuart Pankin como Sheriff Lloyd Parsons
- Brian McNamara como Chris Collins
- Mark L. Taylor como Jerry Manley
- Henry Jones como el Dr. Sam Metcalf
- Peter Jason como Henry Beechwood
- James Handy como Milton Briggs
- Roy Brocksmith como Irv Kendall
- Kathy Kinney como Blaire Kendall
- Mary Carver como Margaret Hollins
- Garette Ratliff Henson como Tommy Jennings
- Marlene Katz como Shelley Jennings

## Producción
El cineasta Steven Spielberg estaba involucrado con Aracnofobia, con uno de sus productores anteriores Frank Marshall que dirige por primera vez. Spielberg y Marshall son productores ejecutivos de la película; Amblin Entertainment también ayudó a producirlo.
Jamie Hyneman de MythBusters declaró que Aracnofobia fue de las primeras películas donde trabajó y que se basó en el uso de imanes para varios de los efectos y movimientos hechos por las arañas; La película fue filmada realmente en Venezuela y se usaron unas 374 arañas reales para la filmación.
La araña en cuestión es descubierta por el Dr. James Atherton en la selva amazónica venezolana, escenas que fueron filmadas, in situ, en el parque nacional Canaima; sin embargo, las arañas no son venezolanas, sino Delena cancerides, una especie dócil nativa de Australia. La araña gigante que hizo el papel del "General" es de la especie de tarántula roja brasileña, la cual llega a tener patas de 8 pulgadas (24 cm), pero tampoco es endémica de Venezuela. El nombre del pueblo donde aparece la araña en Estados Unidos se llama Canaima, en honor al parque nacional homónimo venezolano.

## Recepción
Aracnofobia fue la tercera película más vista tras su primer fin de semana. Obtuvo unos 8 millones de dólares, además de recaudar $ 53.208.180 en su país de estreno. Esto permitió a Spielberg ser el artista más rico del cuarto año después de haber sido el segundo más rico.

## Premios
La película ganó un Premio Saturn de la Academia Americana de Ciencia Ficción, Fantasía y Terror a la mejor película de terror y al mejor actor, Jeff Daniels. La joven actriz Marlene Katz fue nominado para un premio a la mejor actriz en los Premios Young Artist.